# Chóngqìng quǎn
Chóngqìng quǎn (重庆犬 (kinesiska)) är en hundras från Kina. Den är en jagande molosserhund vars anor anses kunna räknas tillbaka till Handynastin för mer än två tusen år sedan. Dess ursprung är Chongqing som gett rasen dess namn samt Sichuan. Rasen är nationellt erkänd av den kinesiska kennelklubben China Kennel Union (CKU) samt av kennelklubbarna i Nederländerna och Tjeckien: Raad van Beheer op Kynologisch Gebied in Nederland (RKN) respektive Českomoravská Kynologická Unie (CMKU).